# Walter Alvarez
Walter Alvarez (nacido el 3 de octubre de 1940 en Berkeley, California, EE. UU.) es un profesor del departamento de Ciencias Planetarias y de la Tierra en la Universidad de California, Berkeley. Es conocido por plantear la teoría de que los dinosaurios fueron extinguidos por el impacto de un asteroide, llamada la hipótesis de Álvarez y desarrollada en colaboración con su padre, el físico ganador del Premio Nobel Luis Álvarez.

## Biografía
Nacido en Berkeley (California), Álvarez es hijo de Luis Álvarez, Premio Nobel de Física y de Geraldine Smithwick. Su abuelo era el médico Walter C. Álvarez y su bisabuelo, nacido en España, era el también médico Luis F. Álvarez, que trabajó como doctor en Hawái y desarrolló un método para mejorar la diagnosis de la lepra macular. Su tía abuela, Mabel Álvarez, fue una notable pintora de cuadros impresionistas.
La madre de Álvarez influyó en su entusiasmo por la geología y las rocas. Álvarez se graduó con un bachiller universitario en ciencias en Geología en 1962 por la Universidad Carleton de Minnesota, y se doctoró, también en Geología, por la Universidad de Princeton en 1967. Trabajó para la American Overseas Petroleum Limited de 1967 a 1970 en los Países Bajos y en Libia, coincidiendo en este último país con la revolución de Muamar el Gadafi.
Interesado por la geología arqueológica, dejó la compañía petrolera y pasó un tiempo en Italia, estudiando el vulcanismo en la época del Imperio romano y su influencia en los patrones de poblamiento en el temprano Imperio romano.
Posteriormente se incorporó al Observatorio Geológico Lamont-Doherty de la Universidad de Columbia (de 1971 a 1977) y empezó a estudiar la tectónica mediterránea a la luz de la nueva teoría de tectónica de placas. Su trabajo sobre paleomagnetismo tectónico en Italia llevó a la realización de un estudio de las inversiones magnéticas registradas en las calizas de los mares profundos italianos. Alvarez y sus colegas fueron capaces de datar los intervalos de las inversiones durante más de 100 millones de años de la historia de la Tierra, utilizando la biostratigrafía de foraminíferos y proporcionando un nuevo método para datar rocas sedimentarias.
En 1977 Alvarez empezó a trabajar en la Universidad de California en Berkeley y estudiar la extinción masiva de especies de finales del Cretácico. Mediciones del contenido de iridio sugerían que la extinción se debió al impacto en la Tierra de un asteroide o cometa gigante y muchos años después esa hipótesis se confirmó con el descubrimiento del mayor cráter de impacto del planeta, en el subsuelo de la península de Yucatán, que data precisamente de la época de la extinción del Cretácico-Terciario.
De 1994 a 1997 Alvarez fue director del Departamento de Geología y Geofísica de la Universidad de California en Berkeley y después volvió a la docencia y a la investigación de la tectónica mediterránea, los impactos y la historia de la Tierra. Luego empezó a interesarse por la gran historia.
Alvarez recibió la Medalla Penrose (Penrose Medal, la distinción más prestigioso de la Sociedad Geológica de Estados Unidos) en 2002. En 2008 fue galardonado con el Premio Vetlesen (Vetlesen Prize) de la Universidad de Columbia. En 2013 fue honrado con la Medalla Barringer (Barringer Medal). En 2021 fue elegido miembro de la Academia Nacional de los Linces en Roma. Es miembro de la Academia Nacional de Ciencias de los EE. UU., ciudadano honorario de dos lugares italianos (Piobbico y Gubbio) y doctor honoris causa por la Universidad de Siena (Italia) y la Universidad de Oviedo (Principado de Asturias, España), de donde es originaria su familia.

## Teoría de impacto
Alvarez y su padre Luis Álvarez se hicieron populares por su descubrimiento (con Franco Asaro y Helen Michel) de una capa de arcilla situada exactamente en la frontera Cretácico–Terciario (K-T), con altas concentraciones del metal iridio. La presencia de iridio es común en los asteroides, pero muy infrecuente en la corteza terrestre. Apoyándose en este hecho, postularon a partir de 1980 que la capa había sido creada por el impacto de un gran asteroide contra la Tierra; y que este acontecimiento de impacto astronómico era la causa probable de la extinción masiva del Cretácico-Paleógeno (K-T).
Este enriquecimiento de iridio ha sido observado en muchos otros lugares alrededor del mundo. Más adelante se identificó el gran cráter Chicxulub, actualmente considerado como la evidencia definitiva de un gran impacto. Consiguientemente, una mayoría de los científicos aceptaron el escenario de impacto como la causa más probable del episodio de extinción Cretácico–Paleógeno (K-T), acontecimiento ocurrido hace 65 millones de años y que eliminó el 75 % de todas las especies, incluyendo todo los dinosaurios no aviares. Su libro, T. Rex and the Crater of Doom, detalla el descubrimiento del acontecimiento de extinción Cretácico–Paleógeno.
Además de su interés por los acontecimientos de extinción masiva e impactos de asteroides, Álvarez ha contribuido al entendimiento de la tectónica mediterránea y de la arqueología y geología romanas; así como al establecimiento de correlaciones magnetoestratigráficas.

## Gran historia

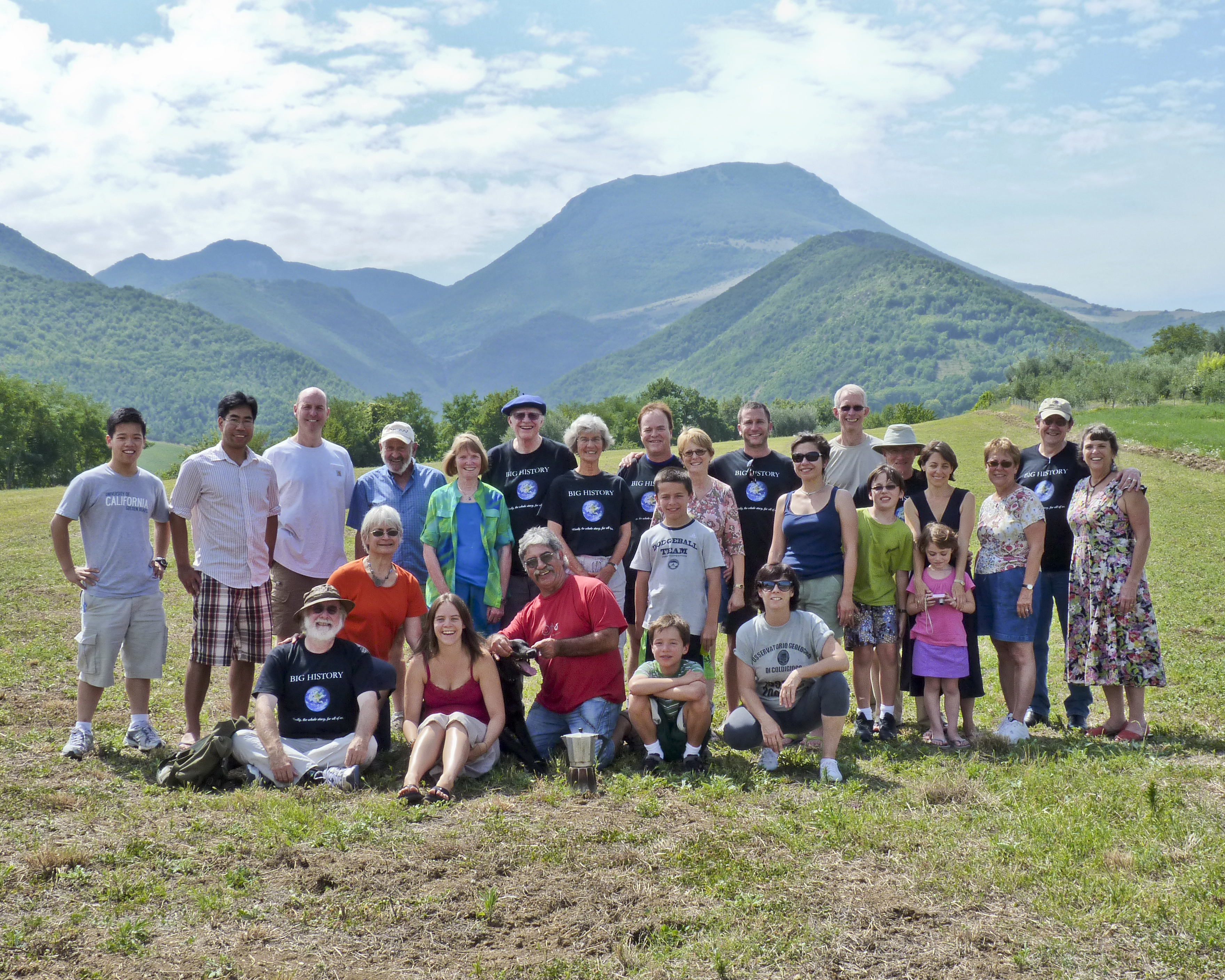
Álvarez contribuyó a organizar una reunión de granhistoriadores en el Observatorio Geológico de Coldigioco (Italia) en 2010, de la que resultó el establecimiento de la Asociación de Macrohistoria Internacional.

Álvarez empezó a impartir un curso de gran historia (big history) en la Universidad de Berkeley en 2006, bajo el título «Gran historia: Cosmos, Tierra, Vida, Humanidad». Según Álvarez, la gran historia es el «intento de entender, de una manera unificada e interdisciplinaria, la historia del Cosmos, la Tierra, la Vida y la Humanidad». Esta definición fue posteriormente adoptada por la «Asociación de Macrohistoria Internacional» (IBHA por sus siglas en inglés). El curso de Álvarez está abierto a todos los niveles de grado académico y busca proporcionar un amplio entendimiento del pasado, del presente y del futuro.
Participó en la organización de una reunión de granhistoriadores en el Observatorio Geológico de Coldigioco (Italia) en 2010, de la que resultó el establecimiento de la citada Asociación de Macrohistoria Internacional. En 2011, el IBHA era una organización sin ánimo de lucro (clase 501(c)3).
Álvarez fue uno  de los miembros fundadores del IBHA, y formó parte de su consejo consultivo hasta el 7 de agosto de 2014, cuando renunció al cargo en la conferencia del IBHA celebrada en la Universidad Dominicana de California.

### ChronoZoom

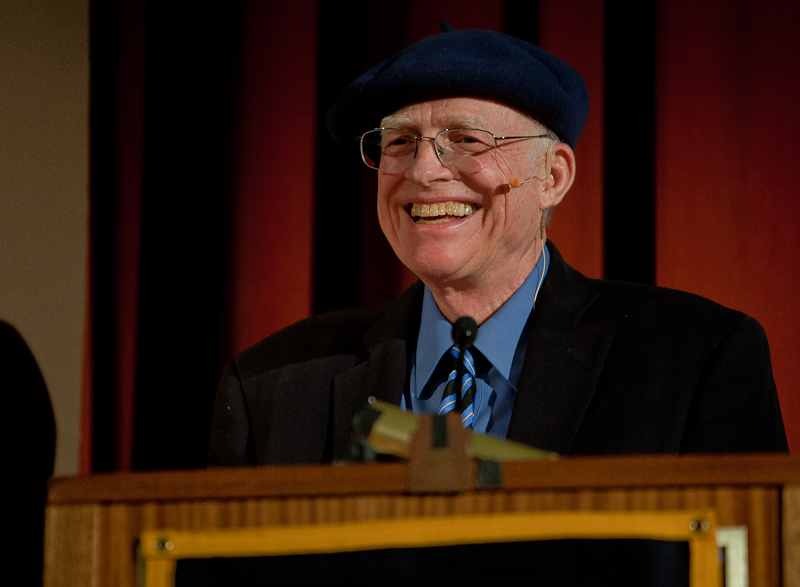
Álvarez presentó "Historia de la Tierra en el Contexto más Amplio Posible" en el Auditorio Chevron del Campus de Berkeley, donde el ChronoZoom se mostró públicamente por primera vez en 2012.

La mayor parte de la contribución reciente de Álvarez al campo de la macrohistoria ha sido la creación en colaboración con la sociedad Microsoft Research de una aplicación informática gratuita y en código abierto, que consiste en un gráfico de tiempo escalable, llamado ChronoZoom. Se trata de una aplicación gráfica que aborda el problema de visualizar las escalas cronológicas de forma comprensible, presentando enormes magnitudes de información histórica de una manera útil. ChronoZoom se presentó en la 97 Lectura Anual de Investigación en la UC Berkeley.

## Reconocimientos  y honores
Álvarez ha recibido numerosos premios y honores. Fue elegido Miembro de la Academia Estadounidense de las Artes y las Ciencias en 1983, y de la Academia Nacional de Ciencias de los Estados Unidos en 1991. Recibió en 2006 la Medalla Nevada, en 2008 el Premio Vetlesen, y la Medalla Penrose de la Sociedad Geológica Estadounidense. En 2005, recibió un doctorado "Honoris Causa" en Ciencias Geológicas por la Universidad de Siena (Italia) y en 2008 fue investido "Doctor Honoris Causa" por la Universidad de Oviedo.

## Trabajos
- T. Rex and the Crater of Doom, por Walter Álvarez (Princeton University Press, 1997) ISBN 0-375-70210-5
- The Mountains of Saint Francis: The Geologic Events that Shaped Our Earth, por Walter Álvarez (W. W. Norton, diciembre de 2008)